# Церква Пресвятої Євхаристії (Байківці)
Церква Пресвятої Євхаристії в Байківцях — парафія і храм греко-католицької громади Великобірківського деканату Тернопільсько-Зборівської архієпархії Української греко-католицької церкви в селі Байківці Тернопільського району Тернопільської области.

## Історія церкви
Хрест на будівництво церкви в Русанівці було встановлено 27 вересня 2007 року, а наріжний камінь освятив владика Василій Семенюк у серпні 2008 року.
Спорудження церкви завершилося у 2013 році.
Освячення храму, яке здійснив з благословення митрополита Василія Семенюка протосинкел Тернопільсько-Зборівської архієпархії о. Андрій Романків, відбулося 30 червня 2013 року.
Заснування парафії у 2007 році відбулося завдяки старанням її адміністратора о. Віталія Дзюби, який незмінно очолює цю громаду.
На парафії діють такі спільноти:
- Братство Матері Божої Неустанної Помочі
- Марійська дружина

## Парохи
- о. Віталій Дзюба (з 2007).